# Droit du sol
Le droit du sol (en latin : jus soli) est la règle de droit attribuant une nationalité à une personne physique en raison de sa naissance sur un territoire donné, avec ou sans conditions supplémentaires. Le « double droit du sol » consiste à attribuer la nationalité d'un pays à la personne née sur son territoire et dont un parent y est également né : c'est donc un exemple de droit du sol avec condition complémentaire.
Le droit du sol se distingue du droit du sang (en latin : jus sanguinis) par lequel les enfants héritent à leur naissance de la nationalité de leurs parents. Ces droits ne sont pas nécessairement exclusifs : la nationalité française est attribuée dans plusieurs cas, la plupart étant des combinaisons des deux principes.
Ces attributions de nationalité par la naissance sont différentes des procédures de naturalisation par lesquelles un État confère sa nationalité à un étranger.
Si ces catégories juridiques sont nettement différenciées en termes de droit, leur différenciation dans les faits est dépendante du taux de mobilité des populations concernées. Pour les populations à taux très faibles de mobilité, ce qui est le cas de la plupart des pays à l'aube du XXe siècle, l'application du droit du sol est sans conséquences par rapport au droit du sang. L'impact du droit du sol sur la stabilité démographique des pays ne se fait réellement sentir que proportionnellement au développement des moyens modernes de transport de masse.

## Historique
Le droit du sang a longtemps été le seul, aussi bien en Europe (où il est encore très présent en Europe centrale et orientale) qu'en Asie (par exemple dans le système des Millets) : on appartient à une famille, à une tribu, à un peuple, et pas à un territoire. Il a aussi été le droit romain initial.
Les premières ébauches de droit du sol (partiel) datent de Clisthène, et se développent dans le monde romain lorsque la citoyenneté est élargie à tous les habitants libres de l'Empire, en particulier avec l'édit de Caracalla. Lequel édit n'institue pas le droit du sol, mais procède à l'attribution automatique de la citoyenneté romaine, pour tous les résidents de l'Empire, à la date de l'Édit, afin d'accroître les rentrées fiscales impériales[réf. nécessaire]. Le droit du sol n'existera jamais dans l'Empire, la citoyenneté romaine continuant de se transmettre par la filiation, laquelle inclut l'adoption, très utilisée par les Romains. Elle peut aussi s'acheter avec transmission à toute sa descendance : Paul de Tarse mentionne dans les Actes des apôtres que c'était ce qu'avait fait son propre père.
En France, dès le XIVe siècle (1315), la notion de droit du sol apparaît dans un édit royal, de manière partielle tout d'abord, pour les enfants nés de parents étrangers. L'évolution se poursuit dès 1515 dans un arrêt du Parlement de Paris. Au XVIIIe siècle, à l'occasion de l'indépendance des colonies anglaises d'Amérique[Lesquelles ?], puis de la Révolution française les législateurs travaillent eux aussi sur la notion de droit du sol.
Le droit de la nationalité est le reflet de l'histoire et de l'idéologie migratoire. Le droit du sang prédomine dans les pays d'émigration qui souhaitent maintenir des liens d'allégeance avec leurs expatriés alors que le droit du sol prédomine dans les pays d'immigration. Jusqu’à la Seconde Guerre mondiale, dans la plupart des pays européens restés pays d’émigration, le droit du sang (jus sanguinis) fut conservé comme le critère principal d’attribution de la nationalité à la naissance. Par la suite, l’immigration de masse qui se développa après la guerre eut pour conséquence que de plus en plus d'enfants d’immigrants de deuxième et troisième génération ne pouvaient accéder à la nationalité que par la procédure complexe de la naturalisation. Avec l'évolution sociale et économique des XIXe et XXe siècles, et surtout les flux migratoires massifs vers les Amériques et vers l'Europe occidentale, le droit du sol se répand progressivement dans ces pays[réf. nécessaire].
Le biologiste et vulgarisateur scientifique Jared Diamond aurait calculé que si l'on remet en question son application depuis 1850, 60 % des Américains et 80 % des Argentins se retrouveraient ne plus avoir automatiquement leur nationalité, ainsi que 25 % des Britanniques et des Français[réf. nécessaire]. Dans la pratique, il est rare qu'une enquête de naturalisation aille au-delà des grands-parents.

## Application

Application du droit du sol dans le monde :
Citoyenneté inconditionnelle pour les personnes nées dans le pays
Certaines conditions supplémentaires requises
Droit du sol aboli
Pas de droit du sol, ou absence de données

Dans sa version stricte (nationalité inconditionnelle pour les personnes nées dans le pays), le droit du sol est en vigueur dans tous les pays du continent américain hormis la République Dominicaine et la Colombie, et seulement dans très peu de pays en dehors de ce dernier (Pakistan, Tchad, Tanzanie, Lesotho, Fidji, Tuvalu). De nombreux autres pays appliquent ou intègrent des éléments du droit du sol dans leur législation (droit du sol simple ou double).

### Allemagne
En Allemagne, un élément de droit du sol a été introduit dans le code de nationalité le 1er janvier 2000. Actuellement, la condition est que l'un des parents ait résidé habituellement et légalement en Allemagne pendant au moins huit ans. Ils peuvent conserver une éventuelle autre nationalité.

### Australie
Le principe de droit du sol prévaut en Australie jusqu'en 1986. Ce principe, hérité du droit britannique, s'applique durant la période coloniale, puis est formalisé en Australie par la Loi de nationalité de 1920, et confirmé par la Loi de nationalité et de citoyenneté de 1948 qui établit une citoyenneté proprement australienne (et non plus simplement une catégorie de citoyenneté britannique). Toute personne née en Australie est alors australienne, à moins que son père ne soit un diplomate étranger. La Loi d'amendement à la citoyenneté de 1986 supprime le droit du sol intégral : une personne née en Australie ne devient automatiquement australienne que si au moins l'un de ses parents est australien ou résident permanent,,.

### Belgique
Un enfant né en Belgique de parents étrangers est belge si les parents font, avant qu'il n'ait atteint l'âge de douze ans, une déclaration réclamant pour lui l'attribution de la nationalité belge. Les parents doivent avoir leur résidence principale en Belgique durant les dix années précédant la déclaration.
En outre, un enfant né en Belgique est belge si l'un de ses parents au moins est né en Belgique et y a résidé pendant au moins cinq ans au cours des dix ans précédant la naissance de l'enfant (double droit du sol conditionnel).

### Brésil
Un enfant né au Brésil est brésilien.

### Canada
Un enfant né au Canada est canadien depuis la loi sur la citoyenneté, le 1er janvier 1947, sauf si l’un des parents est agent diplomatique ou consulaire ou au service de tel agent. Avant 1947, les individus nés au Canada étaient des sujets britanniques en vertu du Droit de la nationalité et de la citoyenneté britannique.

### Danemark
Un enfant né au Danemark de parents étrangers est danois s'il a habité le Danemark les dix-neuf premières années de sa vie.

### Espagne
Outre les enfants dont un parent est espagnol, un enfant né en Espagne est espagnol si l'un des parents est né sur le territoire espagnol (double droit du sol) ou si aucun de ses parents ne lui transmet une nationalité.

### États-Unis
Un enfant né sur le sol des États-Unis possède la citoyenneté américaine, même si ses deux parents sont étrangers. Seuls les enfants de diplomates échappent à cette règle.
Le 20 janvier 2025, jour de son investiture, Donald Trump signe un décret présidentiel abolissant l'obtention de la citoyenneté par le droit du sol pour tous les enfants de personnes étrangères. Après la plainte en justice de 22 États américains, le décret est rapidement suspendu par un juge, qui l'estime « manifestement inconstitutionnel » car contraire au quatorzième amendement de la Constitution américaine. Le président annonce son intention de faire appel, l'affaire pourrait être portée devant la Cour suprême.

### Fidji
En application d'un décret de 2009 qui réitère des principes antérieurs, une personne née aux Fidji acquiert automatiquement la nationalité fidjienne à la naissance, à moins qu'au moment de sa naissance l'un de ses parents ne soit un diplomate étranger posté aux Fidji et qu'aucun des deux parents du nouveau-né ne soit fidjien.

### France

#### Principes
En France, le droit de la nationalité est régi par les articles 18 et 19-1 du code civil depuis 1804 : la nationalité se transmet par filiation, ou directement à un enfant né en France de parents apatrides.
La Loi française du 7 février 1851 sur le droit de la nationalité institue le « double droit du sol » : est français à la naissance tout individu né en France dont l'un des parents y est né également.
Enfin, l'enfant d'un Français est français, quel que soit son lieu de naissance en vertu du droit du sang.

#### Histoire
Jusqu'au XIVe siècle, chacun dépend d'une seigneurie, dirigée par le seigneur. Celui qui n'y est pas né est un aubain ; en tant qu'étranger, ses biens reviennent à sa mort au seigneur, au nom du droit d'aubaine. En 1315, le roi de France Louis X publie le 3 juillet un édit qui affirme que « selon le droit de nature, chacun doit naître franc », c'est-à-dire libre, et non plus serf. Ainsi, les sujets passent de l'autorité du seigneur au roi, ceux qui appartiennent au royaume étant appelés « regnicoles » et les autres « étrangers » ; toutefois, les enfants nés en France de parents étrangers deviennent français dès leur naissance.
Le 23 février 1515, un arrêt du Parlement de Paris, en matière d'héritage, introduit partiellement le jus soli (droit du sol) dans le droit français : indépendamment de l’origine des parents, qui tous deux peuvent donc être étrangers, la naissance en France donne la capacité d'hériter, sans disposer de la totalité des droits de la « naturalité ».
La Constitution de 1791 posait en son article 2 les divers cas de filiation attribuant une citoyenneté essentiellement transmise par droit du sang. Ce même article prévoyait, de plus, que sont citoyens français « ceux qui, nés en France d'un père étranger, ont fixé leur résidence dans le Royaume ». Les débats de l'Assemblée constituante montrent que la préoccupation des Constituants concernait surtout les enfants de mère française. Son article 3 le complétait, en prévoyant le cas des enfants nés à l'étranger de parents étrangers, devenant citoyens après cinq ans de résidence, un mariage ou une activité économique représentative, et après avoir prêté le serment civique.
En 1804, est promulgué le Code civil, dans lequel le droit du sang, et particulièrement la filiation paternelle, est d'une évidence telle qu'il ne contient aucun article précisant, comme l'article 2 de la constitution de 1791, que « sont citoyens français ceux qui sont nés en France d'un père français ». En revanche, il reconduit explicitement en son article 9 le droit du sol prévu pour les enfants d'étrangers nés en France, en ne retenant que la volonté de domiciliation comme condition d'attribution. Dans les faits, très peu des enfants de familles étrangères domiciliées en France en feront la demande, car ils échappaient ainsi au service militaire que les citoyens français devaient effectuer. Selon Christian Bruschi, Bonaparte estimait que toute personne d’origine étrangère qui avait reçu une éducation française était française (n’oublions pas qu’il était né six mois après l’annexion de la Corse par la France), ce qui définit, entre droit du sol et droit du sang, un droit de la culture.
La nationalité française est attribuée une fois pour toutes à la naissance, et ne dépend plus de la résidence sur le territoire de la France mais conserve toutefois le droit du sol (jus soli) en obligeant l'individu né d'un étranger à réclamer la nationalité française dans l'année qui suit sa majorité. Toutefois, selon Patrick Weil, « cette rupture avec la tradition n’avait aucune dimension ethnique » mais « signifiait simplement que la nation étant comme une grande famille, on attribuerait dorénavant la nationalité comme d’autres droits personnels (noms, biens) par la transmission par le pater familias,. »
C'est en 1851 qu'est introduit en France le « double droit du sol », c'est-à-dire l'attribution automatique de la nationalité à tout individu né en France d'un parent étranger lui-même né en France. C'est l'article 19.3 du Code civil qui consacre ce double droit du sol qui permet à la très grande majorité des « Français par le sang » d'apporter facilement la preuve de leur nationalité qui serait, sans ce moyen, une preuve « diabolique » à établir car elle exigerait de remonter à l'infini la chaîne de la filiation. Il s'agissait, pour les autorités politiques de l'époque, de pallier la diminution de la population française, problématique devant les besoins de main d'œuvre de la révolution industrielle.
Initialement, la loi de 1851 laissait aux bénéficiaires du double droit du sol la faculté de révoquer cette naturalisation automatique et de répudier la nationalité française à leur majorité par déclaration. Cette faculté est supprimée par la loi du 26 juin 1889 qui durcit les conditions de cette rétractation, qui doit désormais être faite un an avant la majorité ; ceci afin de contraindre le plus possible de jeunes étrangers à effectuer leur service militaire, et éventuellement à servir dans les armées d'un pays durement meurtri par la guerre de 1871 et méditant sa revanche. Cela définit ce que Patrick Weil appelle l'« usage républicain du droit du sol »,.
Le double droit du sol s'appliquait jusqu'en 1993 aux enfants d'une personne née dans une ancienne colonie française. Depuis 1993, seuls les enfants de parents nés en Algérie avant 1962 (alors département français et non une colonie) sont concernés,.
Toutefois, un enfant né en France de parents tous deux nés à l'étranger et y ayant vécu au moins cinq ans depuis l'âge de onze ans peut devenir français à sa majorité s'il a sa résidence habituelle en France. Cette reconnaissance de nationalité française a été subordonnée de 1993 à 1998, date d'application des lois Pasqua-Debré, à une demande préalable. En effet, en 1993, le gouvernement Balladur fait adopter une loi qui prévoit l'obligation de rédiger une lettre de motivation pour devenir Français pour les personnes nées en France de parents étrangers.
En 1998, le gouvernement Jospin fait adopter une nouvelle loi prévoyant que l'acquisition de nationalité pour ces personnes ne doit pas nécessiter de manifestation de volonté.Elle est désormais automatique (sauf refus par l'intéressé), ou à partir de l'âge de 13 ans si ses parents en font la demande et si l'enfant réside en France depuis l'âge de huit ans,. La législation actuelle découle de la loi no 98-170 du 16 mars 1998 relative à la nationalité.
La loi no 2016-274 du 7 mars 2016 relative au droit des étrangers en France votée après deux ans de travail législatif, élargit par son article 59 l'accès à la nationalité française par le droit du sol, en ouvrant sur demande la nationalité française à leur majorité aux personnes vivant sur le territoire français « depuis l'âge de six ans et ayant suivi leur scolarité obligatoire en France lorsqu'elles ont un frère ou une sœur ayant acquis la nationalité française. » Selon le juriste Alexis Théas, cette loi introduit une innovation dans le droit français. Elle crée « une nouvelle forme d'acquisition de la nationalité française, un droit du sol dérivé, indirect, transmis par le lien de fratrie, qui ne nécessite pas d'être né sur le territoire français, mais d'avoir un frère ou sœur devenu lui-même français par le droit du sol. »

#### L'opinion publique en 2024
En février 2024, selon un sondage de l'institut CSA, propriété de Vincent Bolloré, commandé par trois médias lui appartenant également, CNews, Europe 1 et le Journal du dimanche, 65 % des Français souhaiteraient la fin du droit du sol sur l'ensemble du territoire et 73 % soutiendraient la suppression du droit du sol à Mayotte,. La ministre déléguée aux outre-mer, Marie Guévenoux, devait présenter en juillet 2024 au conseil des ministres un projet de loi constitutionnelle sur la suppression du droit du sol à Mayotte, projet non présenté à la suite de la dissolution parlementaire du 9 juin 2024.

#### Restriction du droit du sol à Mayotte
En 2018, la loi sur l’immigration instaure un régime dérogatoire unique qui s’applique à Mayotte en matière de droit du sol, visant à le restreindre considérablement. Toutefois, si la mesure a bien fait baisser le nombre de naturalisations, elle s'est révélée inefficace en matière d'immigration. Les accouchements sur l’archipel ont continué à augmenter, atteignant près de 11 000 en 2022 (trois quarts des mères sont étrangères). 
Le 6 février 2025, Les Républicains obtiennent lors d'une niche parlementaire le vote d'une loi  restreignant encore plus le droit du sol à Mayotte. Appuyée par les groupes macronistes, elle est adoptée à une majorité de 162 voix pour, dont 88 votes du Rassemblement national.

### Inde
Jusqu'en 1987, l'Inde applique le droit du sol intégral : toute personne née en Inde est indienne. En 1987, ce droit est restreint aux personnes dont au moins l'un des parents est indien. En 2004, ce droit est restreint davantage, « en réponse aux craintes d'une immigration de masse depuis le Bangladesh » : une personne née en Inde depuis décembre 2004 n'est automatiquement indienne que si au moins l'un de ses parents est indien(ne) et que l'autre n'est pas un ou une immigré(e) clandestin(e),.

### Irlande
Un enfant né en Irlande dont aucun parent n’est irlandais est irlandais si l’un des parents, durant les quatre années précédant la naissance de l’enfant, est allé légalement en Irlande pendant une période d’au moins trois ans ou pendant plusieurs périodes dont le total fait trois ans.
L'Irlande est devenue le dernier pays d'Europe à supprimer le droit de sol illimité en 2004, à la suite de l'affaire Man Chen, histoire d'une Chinoise résidant au pays de Galles qui a voyagé à Belfast (Irlande du Nord) pour accoucher afin que sa fille obtienne automatiquement la citoyenneté irlandaise (et alors la citoyenneté de l'Union européenne) octroyée à toute personne née sur l'île d'Irlande, pour que les parents chinois obtiennent le droit de séjour permanent au Royaume-Uni en tant que parents d'une citoyenne mineure de l'Union européenne.

### Italie
Un enfant né en Italie n'est pas automatiquement italien. L’Italie se base actuellement sur le jus sanguinis (la loi 91 de 1992). L'enfant est italien seulement si l'un des parents possède la nationalité italienne.

### Luxembourg
Le Grand-Duché de Luxembourg, a voté une réforme de la loi sur la nationalité en octobre 2008, qui confirme la transmission de la nationalité par le droit du sang et introduit un double droit du sol : un enfant né sur le territoire luxembourgeois dont au moins l'un des parents y est également né est luxembourgeois.

### Maroc
Le Maroc reconnaît le droit à la nationalité marocaine à l’enfant né au Maroc de parents étrangers, s’il en fait la demande deux ans avant sa majorité (article 9).
Obtient également la nationalité de droit l’enfant né au Maroc d’un père étranger, lui-même né au Maroc, « qui se rattache à un pays dont la majorité de la population est de langue arabe et de religion musulmane et fait partie de cette communauté » (article 9). À cet enfant n’est imposée ni la condition de résidence ni la démarche de faire sa demande deux ans avant sa majorité.

### Portugal
Un enfant né sur le territoire portugais et dont les parents sont étrangers est portugais si les parents font enregistrer la naissance au registre civil portugais, à condition que ceux-ci aient résidé au minimum 6 ans dans le pays.

### Royaume-Uni
Auparavant, il suffisait d'y naître pour en obtenir la nationalité. La Grande-Bretagne a rompu avec cette tradition en 1983, exigeant pour devenir citoyen britannique qu'un des deux parents réside en permanence dans le pays.

### Suisse
La Suisse ne connaît pas de droit du sol, la nationalité s'acquiert par filiation paternelle ou maternelle, c’est-à-dire par le droit du sang, quel que soit le lieu de naissance. Il existe cependant un cas particulier pour l'enfant trouvé.

### Tuvalu
En vertu de l'article 45 de la Constitution, une personne née aux Tuvalu acquiert automatiquement la nationalité tuvaluane à la naissance, à moins qu'au moment de sa naissance son père ne soit un diplomate étranger posté aux Tuvalu et qu'aucun des deux parents du nouveau-né ne soit tuvaluan.

#### Ouvrages
- Bronwen Manby, La Nationalité en Afrique, Paris, Karthala & OSF, 2011, 242 p., télécharger le PDF.
- Gérard Noiriel, Le Creuset français. Histoire de l’immigration XIXe – XXe siècle, Paris, Seuil, (rééd. 2006, coll. « Points histoire »), 1988, 451 p.
- Patrick Weil, Qu’est-ce qu’un Français ? Histoire de la nationalité française depuis la Révolution, Paris, Grasset, 2002.
- Patrick Weil, « Débat sur la Nationalité française », in Le Dictionnaire historique de la vie politique française (XXe siècle), dir. Jean-François Sirinelli, PUF, Paris, 2003.

#### Articles
- Sylvain Allemand, « Droit du sol vs droit du sang ? », scienceshumaines.com.
- Patrick Weil, « L’accès à la citoyenneté : une comparaison de vingt-cinq lois sur la nationalité », Nationalité et citoyenneté, nouvelle donne d’un espace européen, travaux du centre d'études et de prévision du ministère de l'Intérieur, mai 2002, no 5.